# Peter Schott, o Jovem
Peter Schott, o Jovem (1458-1490) (Petro Schotto) (Estrasburgo, 9 de Julho de 1458 — Estrasburgo, 12 de Setembro de 1490), foi um humanista, teólogo, pregador, poeta, orador e jurista alemão.

## Biografia

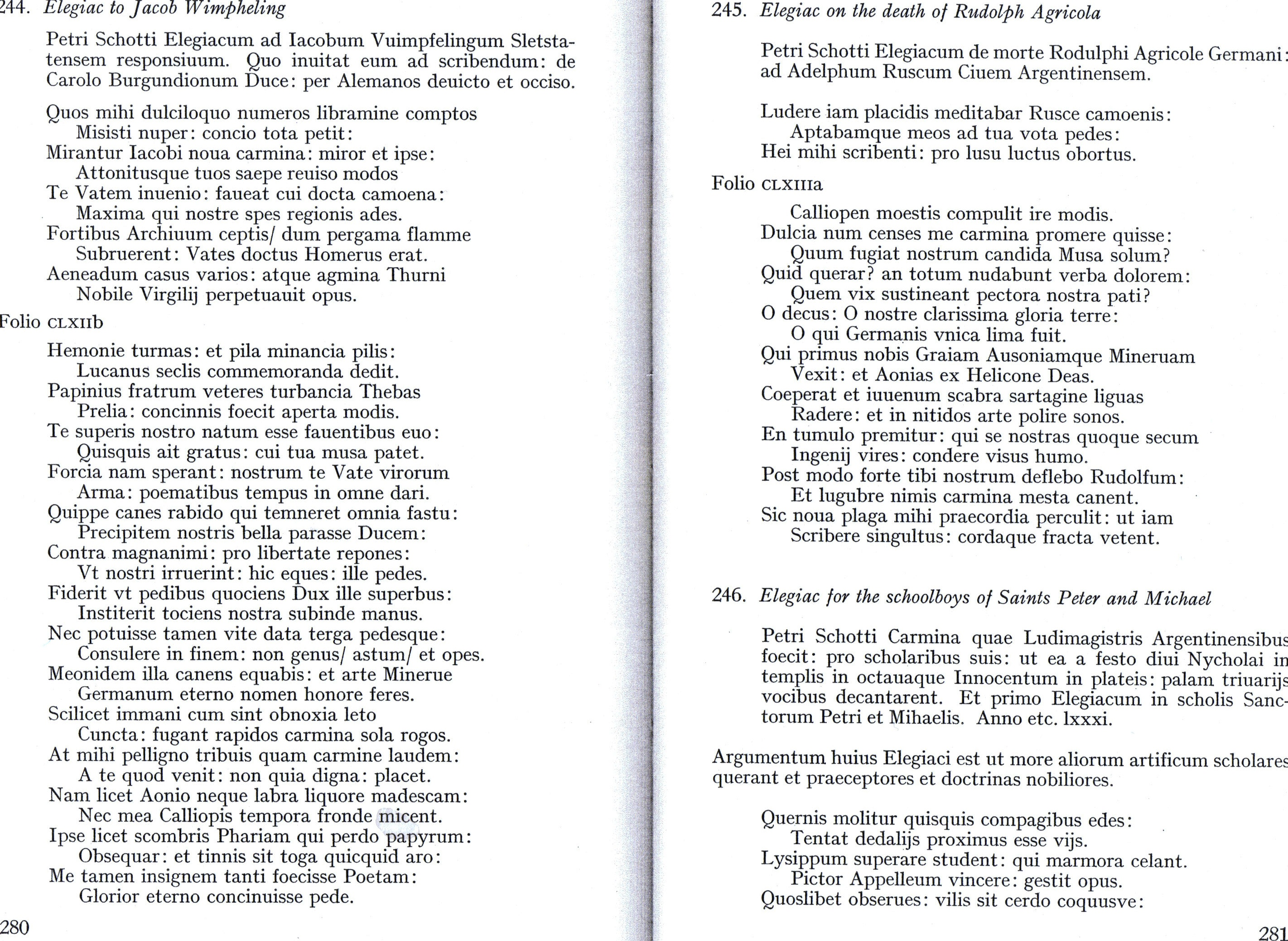
Elegia para Jakob Wimpfeling

Era filho de Peter Schott, o Velho e estudou na Universidade de Paris, onde em 1475, se graduou como bacharel. Frequentou a escola de Schlestatt, provavelmente na mesma época que Sebastian Brant (1458-1521). Dentre seus professores em Paris, podemos mencionar o teólogo e humanista Johannes Heynlin von Stein (1428-1496). Posteriormente, estudou Direito e depois Teologia na Universidade de Bolonha (1480), que na época era um grande centro de estudos humanísticos. Ali ele estudou grego com Antonius Manlius Britonoriensis. 
Em 22 de Abril de 1482 tornou-se cônego da Igreja do Jovem São Pedro e em 21 de Dezembro de 1482 é ordenado sacerdote . O abade Johannes Trithemius (1462-1516) deixou uma pequena biografia de Schott em sua obra sobre os escritores eclesiásticos. Trithemius chamava Schott de homem versado na Santa Escritura, cidadão de grande erudição em direito civil e eclesiástico, e com amplos conhecimentos de humanidades: filósofo, retórico e renomado poeta, autor de um carmen aos três Joãos: o Batista, o Evangelista e Crisóstomo, e uma eulogia em prosa sobre Jean Gerson (1363-1429), o famoso chanceler da Universidade de Paris.
Foi amigo de Jakob Wimpfeling (1450-1528) e de Conradus Leontorius (1465-1511), que lhe dedicou um poema por ocasião da sua morte e que foi publicado por Wimpfeling, em 27 de Julho de 1498, junto com a sua obra Lucubraciunculae.
Peter Schott morreu vitimado pela peste em 12 de Setembro de 1490.

## Obras
- Petrus Schottus Lucubraciunculae, 1498
- Epistola de miseria, 1504
- De mensuris syllabarum, 1500